# Çarxı
Çarxı är en ort i Azerbajdzjan.   Den ligger i distriktet Xaçmaz Rayonu, i den nordöstra delen av landet, 140 km nordväst om huvudstaden Baku. Çarxı ligger 38 meter över havet och antalet invånare är 2 900.
Terrängen runt Çarxı är lite kuperad. Närmaste större samhälle är Xaçmaz, 9,6 km nordväst om Çarxı.
Trakten runt Çarxı består till största delen av jordbruksmark. Runt Çarxı är det ganska tätbefolkat, med 70 invånare per kvadratkilometer.